# Sigita Jokimaitė
Sigita Jokimaitė (* 1974 in Jonava) ist eine litauische Juristin und Richterin am Obersten Gericht Litauens.

## Leben
Nach dem Abitur 1992 an der 4. Mittelschule in Jonava absolvierte sie von 1992 bis 1997 das Diplomstudium der Rechtswissenschaft an der Universität Vilnius in der litauischen Hauptstadt Vilnius. Von 1997 bis 2001 arbeitete sie als Beraterin des Gerichtsvorsitzenden im Bezirksgericht Vilnius. Von 2001 bis 2008 war sie Richterin im 3. Stadtkreisgericht Vilnius, von 2008 bis 2015 Richterin im Bezirksgericht Vilnius und von 2015 bis 2017 bei  Lietuvos apeliacinis teismas. Seit 2017 ist sie Richterin der Abteilung für Strafsachen des Litauischen Obersten Gerichts
Jokimaitė hat drei Kinder.